# Johannes Kotkas
Johannes Kotkas (Kodijärve, Tartumaa, 3 de fevereiro de 1915 — Tallinn, Harjumaa, 8 de maio de 1998) foi um lutador de luta greco-romana estoniano.

## Carreira
Foi vencedor da medalha de ouro na categoria de mais de 87 kg em Helsínquia 1952.